# Poboru
Poboru è un comune della Romania di 2 383 abitanti, ubicato nel distretto di Olt, nella regione storica della Muntenia. 
Il comune è formato dall'unione di 6 villaggi: Albești, Cornățelu, Creți, Poboru, Seaca, Surpeni.